# 뉴트 스캐맨더
뉴턴 아르테미스 피도 스캐맨더(영어: Newton Artemis Fido Scamander, 1897년생), 간단히 뉴트 스캐맨더(Newt Scamander)는 《해리 포터 시리즈》의 등장인물이다. J.K. 롤링이 발간한 《신비한 동물 사전》의 주인공이다. 5부작 시리즈 영화 《신비한 동물사전》에서 에디 레드메인이 연기하였다.

## 전기
그는 1897년에 태어났다. 호그와트 기숙사는 후플푸프였으며 히포그리프를 사육했으며, 멋진 동물에 대한 관심과 그의 어머니의 열정적인 격려 덕분에 저명한 마법 동물학자가 되었다.
호그와트에서 퇴학당할 위기에 처했지만 알버스 덤블도어가 뉴트의 퇴학을 강력히 반대했기에, 졸업도 무사히 마칠 수 있었다.
스캐맨더는 신비한 마법 동물 단속 및 통제 부서의 마법 관리부에 합류했다. 그의 경력으로는 짧은 기간 동안 집요정의 배치부를 포함해, 동물들이 분열되기 전 이동하는 야생동물 관리부에서 일했고, 1947년 늑대 인간 신고를 생성해, 1965년에는 실험 사육 금지를 통과 시켰고, 그리고 드래곤을 연구 및 단속하는 부서에 대한 많은 연구를 하는 여행을 했다. 그는 동물학자로서 큰 기여에 대한 공로를 인정 받아, 1979년에 멀린 2등급 훈장을 수여 받았다.
은퇴를 한 후, 스캐맨더는 그의 아내 티나 골드스틴과 그들의 반려 동물인 호피, 밀리, 마울러와 도르셋에서 살고 있다.

## 이스터에그
- 호그와트의 시험중 O.W.L과 N.E.W.T라는 시험이 있는데 알버스 덤블도어가 뉴트 스캐맨더의 이름을 따서 만들었다.
- 해리포터와 아즈카반의 죄수 중 호그와트 비밀지도를 보면 구석에 작게 Newt Scamender이라는 작은 점이 있다. 아마 해그리드의 벅빅을 보러온 듯 하다.

## 가족 관계
- 티나 골드스틴 (아내)
- 포펜티나 골드스틴 (딸)
- 테세우스 스캐맨더 (형)
- 롤프 스캐맨더 (손자), 루나 러브굿 (손주며느리)
- 롤칸 스캐맨더 (증손자), 라이산더 스캐맨더 (증손자)
- 퀴니 골드스틴 (처제)

## 같이 보기
- 신비한 동물 사전